# Ares del Maestre
Ares del Maestre là một đô thị trong tỉnh Castellón, Cộng đồng Valencia, Tây Ban Nha. Đô thị Ares del Maestre có diện tích 118,7 km², dân số theo điều tra năm 2010 của Viện thống kê quốc gia Tây Ban Nha là 206 người. Đô thị Ares del Maestre nằm ở khu vực có độ cao 1194 mét trên mực nước biển.